# Eccoptarthridae
Famille
Les Eccoptarthridae sont une famille relique de coléoptères d'Australie et d'Amérique du Sud.

## Liste des sous-familles et genres
- Carinae Thompson, 1992
  - Caenominurus Voss, 1965
  - Car Blackburn, 1897
  - Carodes Zimmerman, 1994
  - Chilecar Kuschel, 1992
  - Abrocar Liu & Ren, 2006 (fossile)
  - Baltocar Kuschel, 1992 (fossile)
  - Cretocar Gratshev & Zherikhin, 2000 (fossile)
  - Leptocar Liu  2007 (fossile)
- Baissorhynchinae Zherikhin, 1993 (fossile)
  - Baissorhynchus Zherikhin, 1977 (fossile)
  - Cretonanophyes Zherikhin, 1977 (fossile)
  - Emanrhychus Zherikhin, 1993 (fossile)
  - Jarzembowskia Zherikhin & Gratshev, 1997 (fossile)
- Eccoptarthrinae Arnoldi, 1977 (fossile)
  - Eccoptarthrus Arnoldi, 1977 (fossile)
  - Gobicar Gratshev & Zherikhin, 1999 (fossile)
- sous-famille indéterminée
  - Martinsnetoa Zherikhin & Gratshev, 2004 (fossile)